# 難波橋
難波橋（なにわばし）は、大阪市の大川に架かる堺筋の橋。浪速の名橋50選選定橋。大阪弁では「ナンニャバシ」と発音する。
大阪市中央区北浜と北区西天満を結ぶ、全長189.7m、幅21.8mの橋である。中之島の拡張（後述）により、実質的には土佐堀川と堂島川の2つの川を渡る。橋の中央で下流側に中之島通を分岐させ、上流側に中之島公園へ降りる階段が設けられている。

## 歴史・概要
難波橋辺りの最初の橋は、元をたどると704年頃に行基によって架けられたといわれている。天神橋、天満橋と共に浪華三大橋と称され、最も西（下流）に位置する。「浪華橋」とも表記され、明治末期まで堺筋の一筋西の難波橋筋に架かっており、橋の長さが108間（約207m）もの大型の反り橋だったという。1661年（寛文元年）天神橋とともに幕府が管理する公儀橋とされた。
1766年（明和3年）、山崎ノ鼻と呼ばれる中之島東端の新地が難波橋の近くまで埋立造成され、難波橋からの眺めは絶景と言われた。1876年（明治9年）に北半分のみ鉄橋に架け替えられたが、このときに中之島が上流へ拡張されたため、以降の難波橋は中之島を跨ぐ形となっている。1885年（明治18年）に発生した明治十八年の淀川洪水の際には北半分の鉄橋は被害を免れたが、南半分は木橋であったために流失し、翌1886年（明治19年）に鉄橋脚の木桁橋に架け替えられた。1891年（明治24年）に中之島東端は中之島公園となり、1901年（明治34年）に北半分の鉄橋もI桁橋に架け替えられた。
1912年（明治45年）に大阪市電が天神橋筋六丁目まで延伸される際、市電敷設の反対運動が起こったため、1915年（大正4年）に一筋東の堺筋に新橋が架けられた。パリのセーヌ川に架かるヌフ橋とアレクサンドル3世橋を参考にして製作されたといわれるこの新橋が現在の難波橋である。
中之島公園の上流への拡張工事と合わせて堺筋に架けられた新橋は、当初は難波橋筋に架かる旧橋と区別するために大川橋とも呼ばれた。中之島通敷設の際に旧橋は撤去され、新橋は名実共に難波橋となった。
老朽化が目立ち始めた1975年（昭和50年）に大阪市によって大改修が施され、現在に至る。

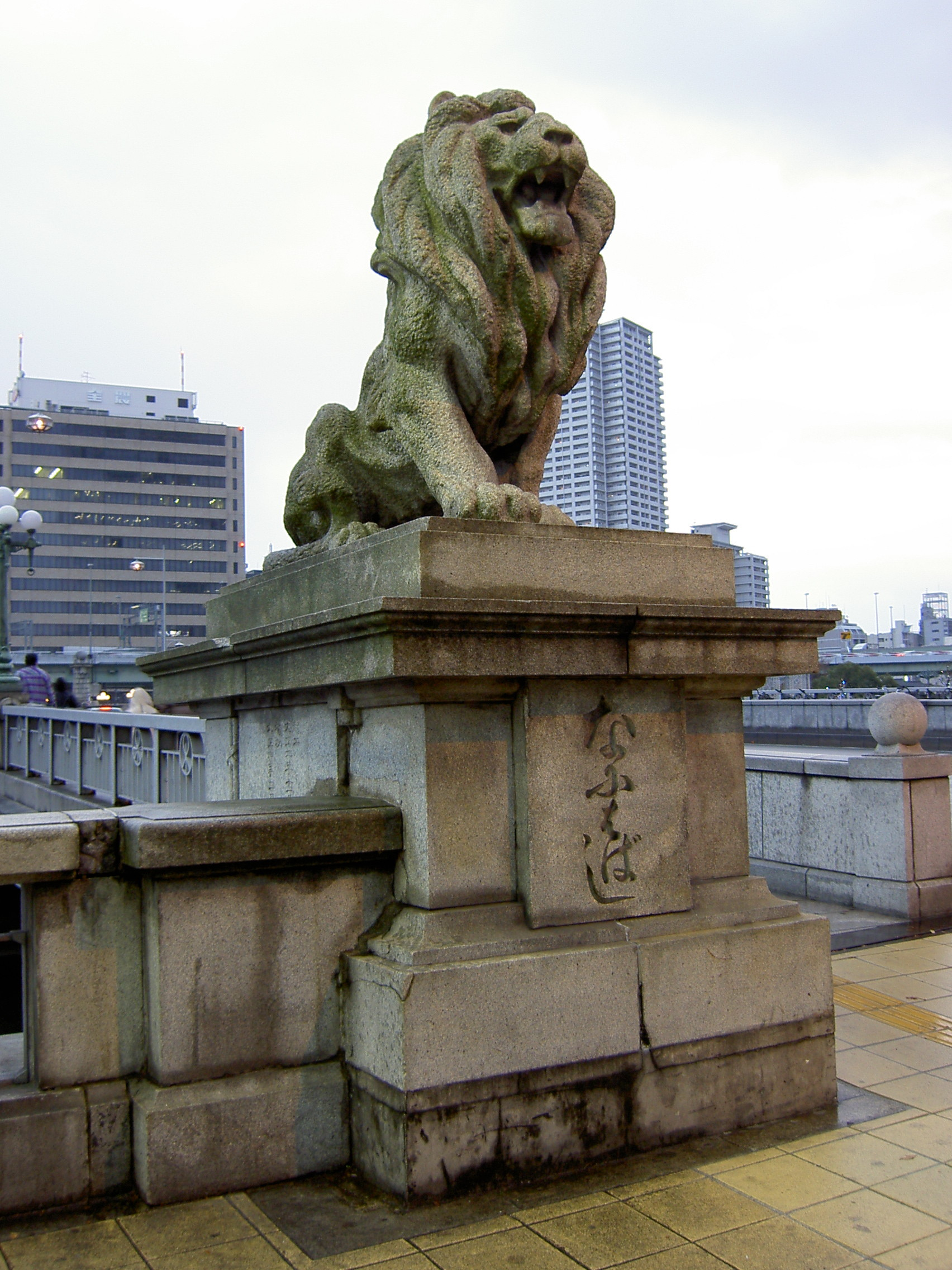
南詰 高欄の獅子 阿形像

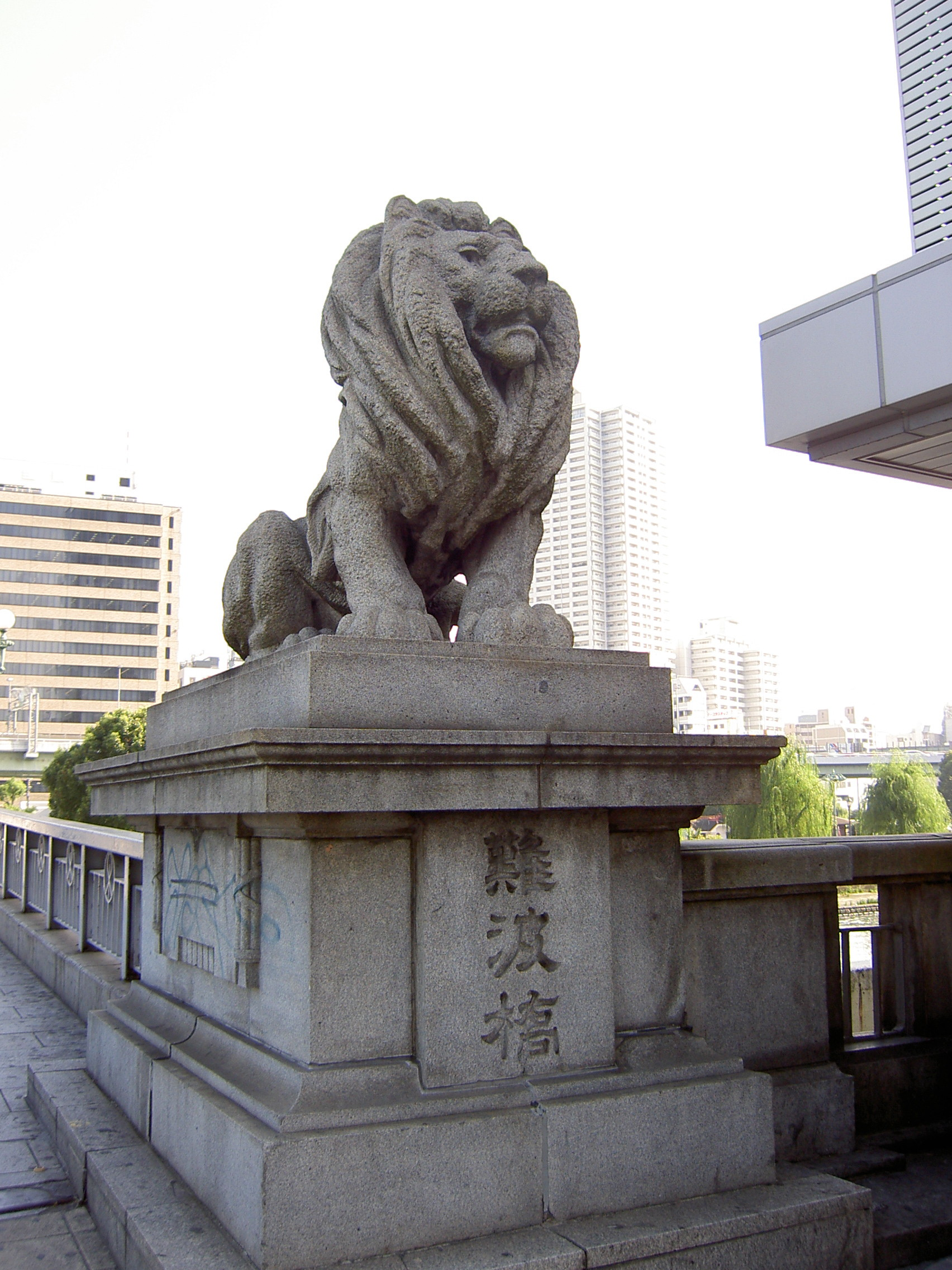
南詰 高欄の獅子 吽形像

橋の南詰めおよび北詰めには、最上級の黒雲母花崗岩を素材にした獅子像（＝ライオンの石像、天岡均一作）が左右両側にあるため、「ライオン橋」とも呼ばれている。このライオンは天王寺動物園の当時非常に珍しかったライオンがモデルといわれている。像は左側が口を開く阿形像、右側が口を閉じる吽形像となっており、狛犬（狛犬はライオンがモデルといわれる）の形式を採った獅子＝ライオンであるといえる。これについて、江戸時代この地に白玉稲荷神社（豊國神社）が祀られていたためであるとの説もあるが、直接の関係はないとされる。相場師として成功した松井伊助の和歌山の別荘六三園には松井が複製した像があることから、松井の寄付によるとの説もあるが、子孫はこれを否定している。
像は、当時の池上四郎大阪市長が天岡均一に依頼して作られた。

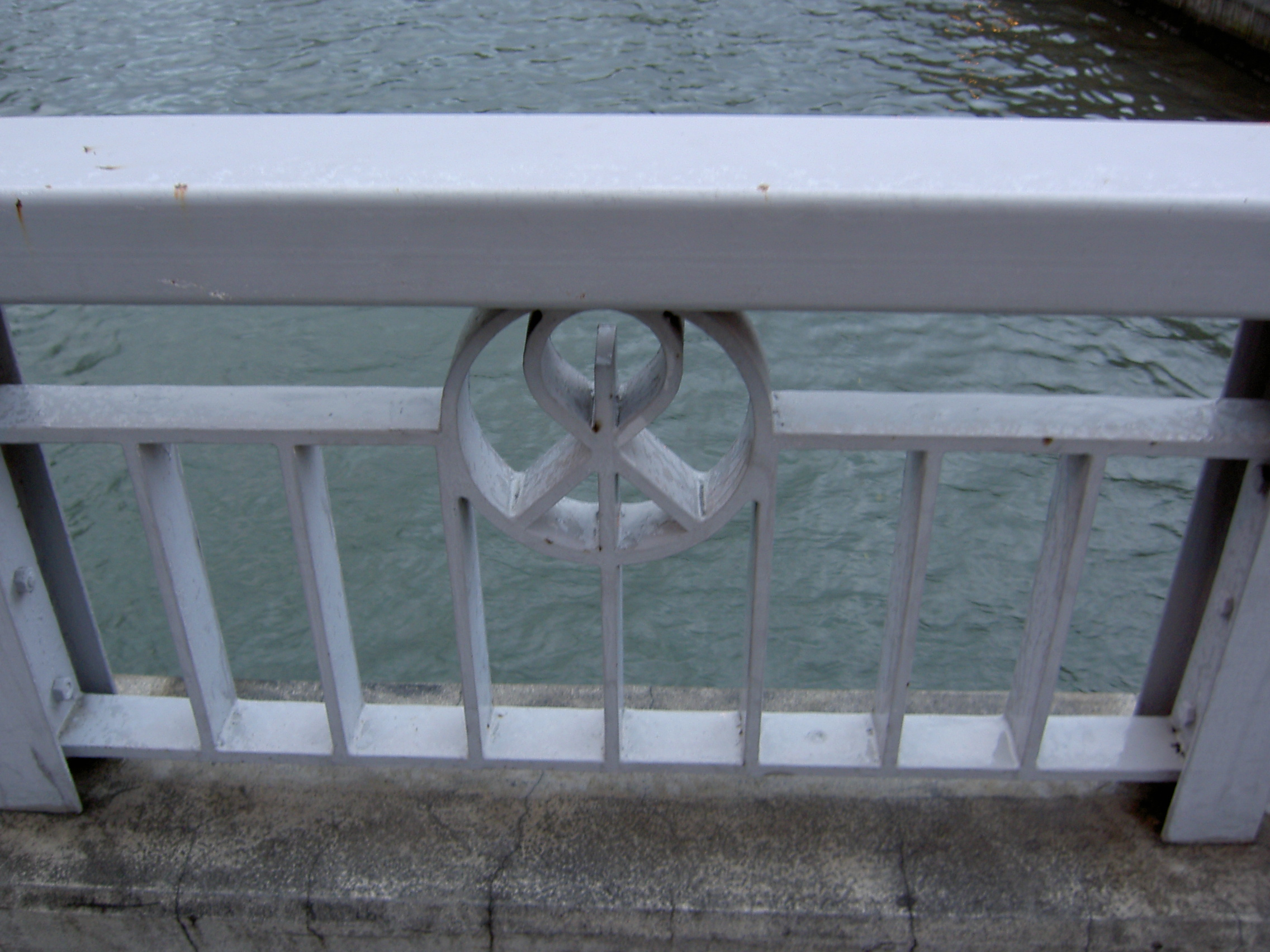
欄干の「みおつくし」

中之島水上公園計画の一環として設計されたことにより、石橋風の外観、公園と一体となった階段、高欄の獅子像、親柱にはペディメント(破風)やメダリオンをあしらい、市章である「みおつくし」をアレンジした意匠が親柱や欄干に模られている。1975年には3年間に及ぶ補修工事により戦時中に金属供出で失われた欄干や橋上灯が復元され、近代大阪を彩った美しい外観を保っている。

## 難波橋を題材とした作品

### 絵画

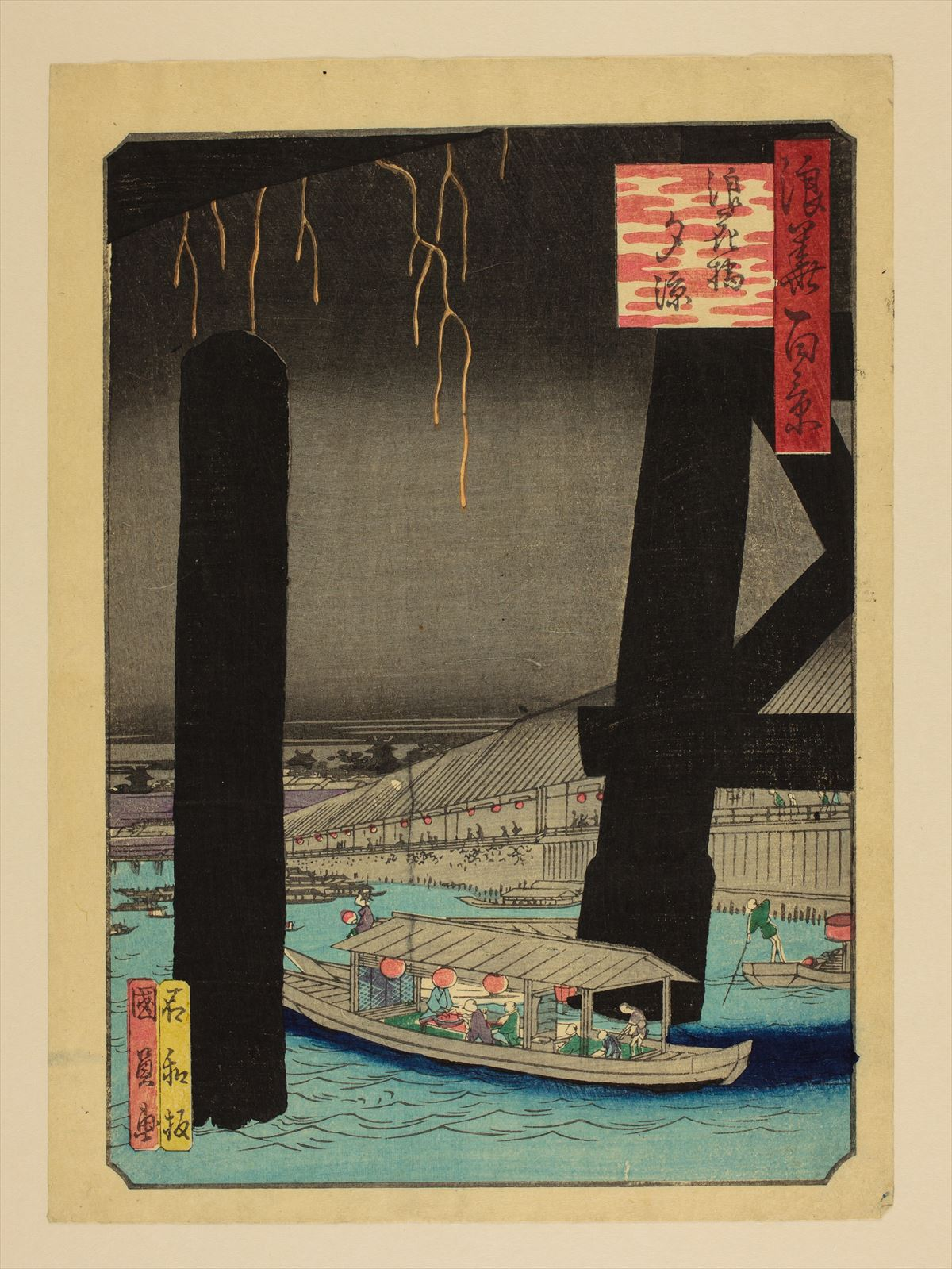
江戸時代1800年代の浪花橋夕涼、国員画 浪花百景より。当時、難波橋の辺りは夕涼み、花見、月見の舟遊びの拠点であった[3]。

## 周辺情報
- 中之島
  - 中之島公園
  - 京阪中之島線 なにわ橋駅
- 北浜
  - 京阪本線・地下鉄堺筋線 北浜駅
  - 大阪取引所
  - 北浜郵便局

## 地図
中央の白い部分が中之島。